# Ernesto di Lippe-Biesterfeld
Guglielmo Ernesto di Lippe-Biesterfeld (15 aprile 1777 – 8 gennaio 1840) è stato un conte tedesco e capo della casata di Lippe-Biesterfeld.

## Biografia

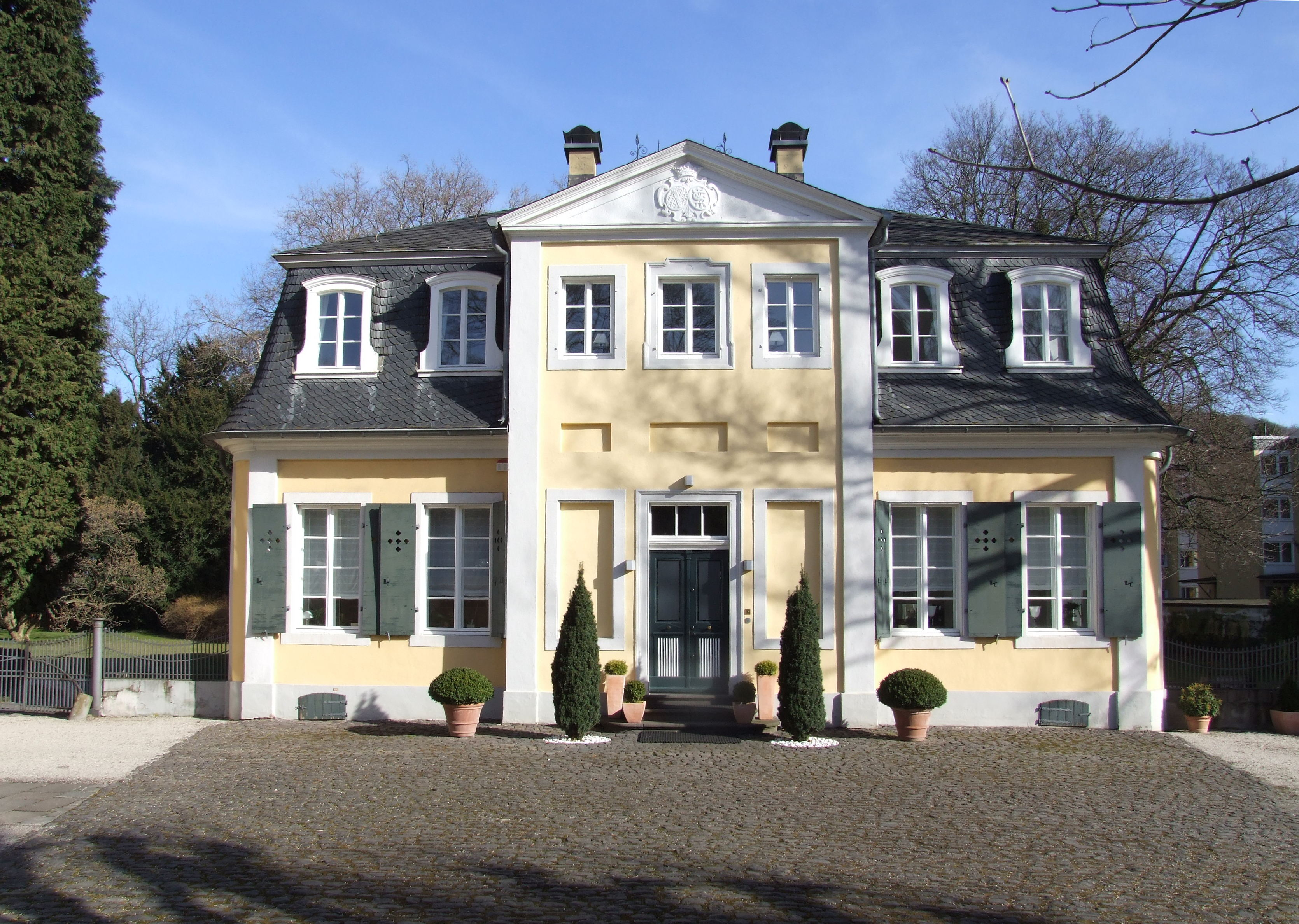
La Lippesches Landhaus a Oberkassel

I suoi genitori furono il colonnello württemberghese Carlo Ernesto Casimiro di Lippe-Biesterfeld (1735-1810) e sua moglie, la contessa Ferdinanda di Bentheim-Tecklenburg-Rheda (1734-1779). Dopo la morte della madre visse insieme al fratello Giovanni Carlo con suo zio Federico di Lippe-Biesterfeld e sua moglie Elisabetta di Meinertzhagen a Colonia. Studiò dal 1797 al 1799 a Gottinga.
Durante la campagna di Germania del 1813 organizzò delle milizie territoriali nel Siebengebirge. Nel 1831 ereditò da sua zia la Lippesches Landhaus nei pressi di Bonn. Dopo la sua morte fu sepolto l'11 gennaio 1840 nell'abbazia di Heisterbach, di cui aveva acquistato l'area nel 1820.

### Matrimonio e figli
Sposò il 26 giugno 1803 Dorothea Christiane Modeste von Unruh, figlia del tenente generale Karl Philipp von Unruh. La coppia ebbe i seguenti figli:
- Elisabetta Carolina Modesta (2 dicembre 1805 - 19 gennaio 1808)
- Ernestina (8 agosto 1806 - 10 agosto 1806)
- Paolo Carlo (nato il 20 marzo 1808, † 14 dicembre 1836)
- Agnese Giuliana Enrichetta Ernestina (30 aprile 1810 - 21 aprile 1887)

∞ 25 febbraio 1833 il principe Carlo Federico Guglielmo di Biron-Wartenberg (13 dicembre 1811 - 21 marzo 1848), figlio di Gustavo Callisto di Biron, nipote dell'ultimo duca di Curlandia e Semigallia
∞ 9 luglio 1859 il conte Leopold von Ziethen (nato il 23 marzo 1802, † 19 maggio 1870) figlio di Hans Ernst Karl von Zieten
- Giulio Pietro Ermanno Augusto (1812-1884)

∞ 30 aprile 1839 la contessa Adelaide di Castell-Castell (1818-1900) figlia di Federico, conte di Castell-Castell (1791-1875)
- Matilde Maria Giovanna Modesta (28 novembre 1813 - 16 luglio 1878)
- Emma (17 agosto 1815 - 10 gennaio 1842)
- Ermanno Federico Guglielmo Eberardo (8 giugno 1818 - 27 maggio 1877)
- Leopoldo Carlo Enrico (14 gennaio 1821 - 24 dicembre 1872)

Il figlio ed erede Giulio fu il padre del conte Ernesto Casimiro di Lippe-Biesterfeld e quindi un antenato della famiglia reale olandese. Causò una lite per l'ordine di successione del principato di Lippe a causa dell'appartenenza della moglie Modeste von Unruh alla nobiltà inferiore.

## Ascendenza
|                                                        |                                                        |                                                      | Genitori                                                |  |  | Nonni |  |  | Bisnonni                                       |  |  | Trisnonni                                   |  |
|                                                        |                                                        |                                                      |                                                         |  |  |       |  |  | Rodolfo Ferdinando, conte di Lippe-Biesterfeld |  |  | Giudoco Ermanno, conte di Lippe-Biesterfeld |  |
|                                                        |                                                        |                                                      |                                                         |  |  |       |  |  | Rodolfo Ferdinando, conte di Lippe-Biesterfeld |  |  | Giudoco Ermanno, conte di Lippe-Biesterfeld |  |
|                                                        |                                                        | Elisabetta Giuliana di Sayn-Wittgenstein-Hohenstein  |                                                         |  |  |       |  |  | Rodolfo Ferdinando, conte di Lippe-Biesterfeld |  |  |                                             |  |
| Federico Carlo Augusto, conte di Lippe-Biesterfeld     |                                                        |                                                      |                                                         |  |  |       |  |  | Rodolfo Ferdinando, conte di Lippe-Biesterfeld |  |  |                                             |  |
|                                                        |                                                        | Giuliana Luisa di Kunowitz                           | Giovanni Teodorico, conte di Kunowitz                   |  |  |       |  |  |                                                |  |  |                                             |  |
|                                                        |                                                        | Giuliana Luisa di Kunowitz                           | Giovanni Teodorico, conte di Kunowitz                   |  |  |       |  |  |                                                |  |  |                                             |  |
|                                                        |                                                        | Giuliana Luisa di Kunowitz                           | Dorotea di Lippe-Brake                                  |  |  |       |  |  |                                                |  |  |                                             |  |
| Carlo Ernesto Casimiro, conte di Lippe-Biesterfeld     |                                                        | Giuliana Luisa di Kunowitz                           |                                                         |  |  |       |  |  |                                                |  |  |                                             |  |
|                                                        |                                                        | Giovanni Cristiano I, conte di Solms-Baruth          | Federico Sigismondo, conte di Solms-Baruth              |  |  |       |  |  |                                                |  |  |                                             |  |
|                                                        |                                                        | Giovanni Cristiano I, conte di Solms-Baruth          | Federico Sigismondo, conte di Solms-Baruth              |  |  |       |  |  |                                                |  |  |                                             |  |
|                                                        |                                                        | Giovanni Cristiano I, conte di Solms-Baruth          | Ernestina di Schönburg-Hartenstein                      |  |  |       |  |  |                                                |  |  |                                             |  |
| Barbara Eleonora di Solms-Baruth                       |                                                        | Giovanni Cristiano I, conte di Solms-Baruth          |                                                         |  |  |       |  |  |                                                |  |  |                                             |  |
|                                                        |                                                        | Elena Costanza Henckel di Donnersmarck               | Elia Andrea, conte Henckel di Donnersmarck              |  |  |       |  |  |                                                |  |  |                                             |  |
|                                                        |                                                        | Elena Costanza Henckel di Donnersmarck               | Elia Andrea, conte Henckel di Donnersmarck              |  |  |       |  |  |                                                |  |  |                                             |  |
|                                                        |                                                        | Elena Costanza Henckel di Donnersmarck               | Barbara Elena di Maltzan                                |  |  |       |  |  |                                                |  |  |                                             |  |
| Ernesto, conte di Lippe-Biesterfeld                    |                                                        | Elena Costanza Henckel di Donnersmarck               |                                                         |  |  |       |  |  |                                                |  |  |                                             |  |
|                                                        | Federico Maurizio, conte di Bentheim-Tecklenburg-Rheda | Maurizio, conte di Bentheim-Tecklenburg              |                                                         |  |  |       |  |  |                                                |  |  |                                             |  |
|                                                        | Federico Maurizio, conte di Bentheim-Tecklenburg-Rheda | Maurizio, conte di Bentheim-Tecklenburg              |                                                         |  |  |       |  |  |                                                |  |  |                                             |  |
|                                                        | Federico Maurizio, conte di Bentheim-Tecklenburg-Rheda | Giovanna Dorotea di Anhalt-Dessau                    |                                                         |  |  |       |  |  |                                                |  |  |                                             |  |
| Maurizio Casimiro, conte di Bentheim-Tecklenburg-Rheda | Federico Maurizio, conte di Bentheim-Tecklenburg-Rheda |                                                      |                                                         |  |  |       |  |  |                                                |  |  |                                             |  |
|                                                        |                                                        | Cristina Maria di Lippe-Brake                        | Casimiro, conte di Lippe-Brake                          |  |  |       |  |  |                                                |  |  |                                             |  |
|                                                        |                                                        | Cristina Maria di Lippe-Brake                        | Casimiro, conte di Lippe-Brake                          |  |  |       |  |  |                                                |  |  |                                             |  |
|                                                        |                                                        | Cristina Maria di Lippe-Brake                        | Anna Amalia di Sayn-Wittgenstein-Homburg                |  |  |       |  |  |                                                |  |  |                                             |  |
| Ferdinanda di Bentheim-Tecklenburg-Rheda               |                                                        | Cristina Maria di Lippe-Brake                        |                                                         |  |  |       |  |  |                                                |  |  |                                             |  |
|                                                        |                                                        | Giorgio Alberto, conte di Isenburg-Büdingen-Meerholz | Giovanni Ernesto I, conte di Isenburg-Büdingen          |  |  |       |  |  |                                                |  |  |                                             |  |
|                                                        |                                                        | Giorgio Alberto, conte di Isenburg-Büdingen-Meerholz | Giovanni Ernesto I, conte di Isenburg-Büdingen          |  |  |       |  |  |                                                |  |  |                                             |  |
|                                                        |                                                        | Giorgio Alberto, conte di Isenburg-Büdingen-Meerholz | Maria Carlotta di Erbach-Erbach                         |  |  |       |  |  |                                                |  |  |                                             |  |
| Albertina di Isenburg-Büdingen-Meerholz                |                                                        | Giorgio Alberto, conte di Isenburg-Büdingen-Meerholz |                                                         |  |  |       |  |  |                                                |  |  |                                             |  |
|                                                        |                                                        | Amalia Enrichetta di Sayn-Wittgenstein-Berleburg     | Giorgio Guglielmo, conte di Sayn-Wittgenstein-Berleburg |  |  |       |  |  |                                                |  |  |                                             |  |
|                                                        |                                                        | Amalia Enrichetta di Sayn-Wittgenstein-Berleburg     | Giorgio Guglielmo, conte di Sayn-Wittgenstein-Berleburg |  |  |       |  |  |                                                |  |  |                                             |  |
|                                                        |                                                        | Amalia Enrichetta di Sayn-Wittgenstein-Berleburg     | Amelia Margherita di La Place                           |  |  |       |  |  |                                                |  |  |                                             |  |
|                                                        |                                                        | Amalia Enrichetta di Sayn-Wittgenstein-Berleburg     |                                                         |  |  |       |  |  |                                                |  |  |                                             |  |